# 汽水糖
汽水糖是20世纪八九十年代流行于中国大陆的一种小型糖果。其直径约为5毫米，甜而不腻，酸而不峻。汽水糖通过熬糖倒砂制成，其糖衣中包含有少许汽水，故名曰“汽水糖”。常被放在粉色的小瓶子里，瓶子的外观则犹如缩小版的可乐易拉罐。很长一段时期中，汽水糖都被视作一分钱的等价物。下图为现代商品化的汽水糖。

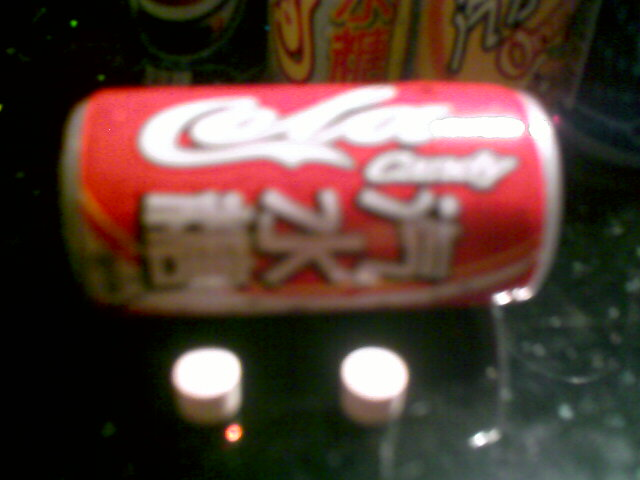
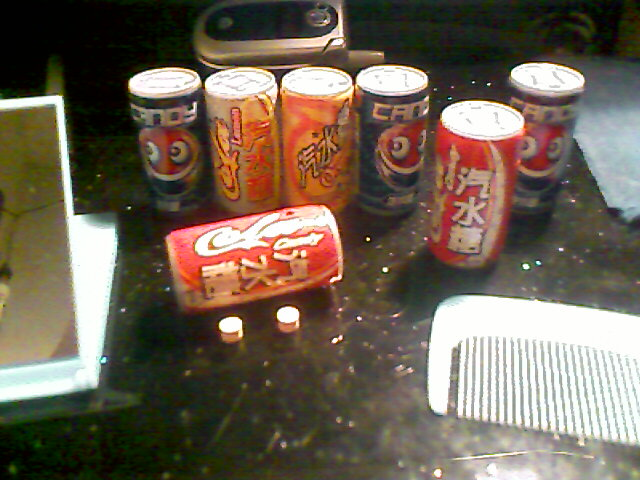